# Bachman-Turner Overdrive

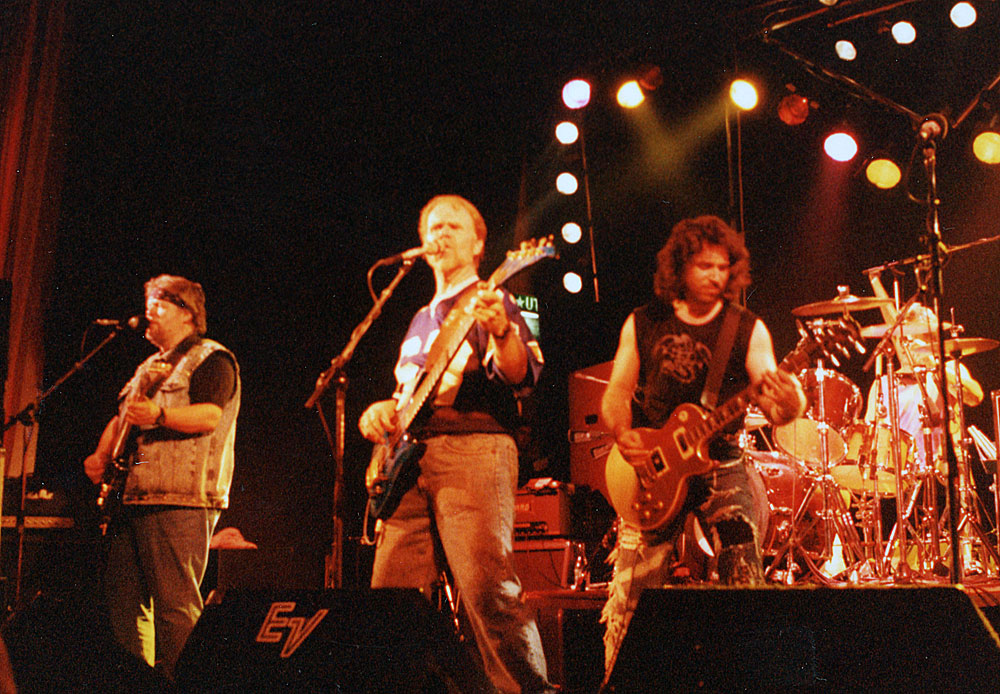
BTO i Örebro, April 1991. Från vänster: Randy Bachman, Fred Turner, Blair Thornton, Robbie Bachman

Bachman-Turner Overdrive, ofta förkortat som BTO, är ett kanadensiskt rockband bildat 1973. Gruppen hade sin storhetsperiod under 1970-talet och spelade mestadels hårdrock.
Gruppen bildades av gitarristen Randy Bachman två år efter att han lämnat The Guess Who. Gruppen gick först under namnet Brave Belt, men bytte snart till Bachman-Turner Overdrive. I sin första uppsättning bestod gruppen, förutom Randy, av basisten C.F. Turner, sångaren Chad Allan (även han från The Guess Who), samt Randys bror Robbie Bachman på trummor. Allan blev snabbt ersatt av Tim Bachman, precis innan bandet bestämde sig för gruppnamnet B.T.O.
Gruppens första självbetitlade album som utgavs 1973 sålde dåligt men det gjorde däremot inte deras andra, kallat Bachman-Turner Overdrive II. Med det snabbt utgivna albumet fick de en stor amerikansk hit med låten "Takin' Care of Business". Nästa album, Not Fragile kom 1974 och gav gruppen sin största hitsingel med "You Ain't Seen Nothing Yet". I samma veva lämnade Tim Bachman gruppen. Han blev ersatt av Blair Thornton.
Därefter följde albumet Four Wheel Drive med hitlåten "Hey You", och albumet Head On med den mindre singelframgången "Take It Like a Man". Efter albumet Freeways från 1977 lämnade Randy Bachman gruppen för en solokarriär. De övriga medlemmarna höll igång gruppen fram till 1979, varpå den upplöstes. Den återförenades dock 1983 och har sedan dess spelat i en rad olika uppsättningar. 2009 gick de under namnet Bachman & Turner.

## Medlemmar
Tidigare medlemmar
- C. F. Turner – sång, bas, rytmgitarr (1973–1979, 1983–1986, 1988–2005)
- Randy Bachman – sång, gitarr (1973–1977, 1983–1986, 1988–1991)
- Robbie Bachman – trummor, slagverk, bakgrundssång (1973–1979, 1988–2005; död 2023)
- Tim Bachman – rytmgitarr, sång och bakgrundssång (1973–1974, 1983–1986)
- Blair Thornton – gitarr, bakgrundssång (1974–1979, 1988–2005)
- Jim Clench – bas, sång och bakgrundssång (1977–1979; död 2010)
- Garry Peterson – trummor, bakgrundssång (1983–1986)
- Billy Chapman – keyboard (1983–1986)
- Randy Murray – gitarr, sång och bakgrundssång (1991–2005)

## Diskografi
Studioalbum (som "Bachman–Turner Overdrive")
- 1973 – Bachman-Turner Overdrive
- 1973 – Bachman-Turner Overdrive II
- 1974 – Not Fragile
- 1975 – Four Wheel Drive
- 1975 – Head On
- 1977 – Freeways
- 1978 – Street Action
- 1979 – Rock n' Roll Nights
- 1984 – Bachman–Turner Overdrive
- 1996 – Trial By Fire: Greatest & Latest

Livealbum
- 1977 – B.T.O. Japan Tour Live
- 1986 – Live! Live! Live!
- 1994 – Best of Bachman–Turner Overdrive Live
- 1998 – King Biscuit Flower Hour: Bachman–Turner Overdrive

Samlingsalbum
- 1975 – Rock Is Our Life and These Are Our Songs
- 1976 – Best of B.T.O. (So Far)
- 1979 – BTO's Greatest
- 1983 – You Ain't Seen Nothing Yet
- 1993 – The Anthology
- 1998 – Takin' Care of Business
- 2000 – The Millennium Collection: The Best of Bachman–Turner Overdrive
- 2001 – The Collection
- 2005 – Gold
- 2008 – The Definitive Collection
- 2010 – Icon
- 2012 – Bachman Turner Overdrive: 40th Anniversary
- 2013 – You Ain't Seen Nothing Yet: The Collection
- 2016 – Classic Album Set

Singlar
- 1973 – "Blue Collar" / "Hold Back the Water"
- 1973 – "Gimme Your Money Please" / "Little Gandy Dancer"
- 1973 – "Stayed Awake All Night" / "Down and Out Man"
- 1974 – "Let It Ride" / "Tramp"
- 1974 – "Not Fragile" / "Roll on Down the Highway"
- 1974 – "Roll On Down the Highway" / "Sledgehammer"
- 1974 – "Takin' Care of Business" / "Stonegates"
- 1974 – "You Ain't Seen Nothing Yet" / "Free Wheelin'"
- 1975 – "Away From Home" / "Down to the Line"
- 1975 – "Down to the Line" / "She's a Devil"
- 1975 – "Four Wheel Drive" / "Gimme Your Money Please"
- 1975 – "Hey You" / "Flat Broke Love"
- 1975 – "Quick Change Artist" / "She's Keepin' Time"
- 1976 – "Gimme Your Money Please" / "Four Wheel Drive"
- 1976 – "Lookin' Out for #1" / "Take It Like a Man"
- 1976 – "Take It Like a Man" / "Woncha Take Me for a While"
- 1977 – "Down, Down" / "Freeways"
- 1977 – "Freeways" / "My Wheels Won't Turn"
- 1977 – "Life Still Goes On (I'm Lonely)" / "Just for You"
- 1977 – "Shotgun Rider" / "Down Down"
- 1978 – "Down the Road" / "A Long Time for a Little While"
- 1979 – "End of the Line" / "Jamaica"
- 1979 – "Heartaches" / "Heaven Tonight"
- 1984 – "For the Weekend" / "Just Look at Me Now"
- 1984 – "My Sugaree" / "Service With a Smile"

## Filmografi
| År   | Titel             |
| ---- | ----------------- |
| 1975 | 1975 Road Special |
| 1988 | '88 Reunion       |
| 1995 | BTO: The Movie    |